# Trichodesmiella multiloba
Trichodesmiella multiloba är en mångfotingart som beskrevs av Loomis 1964. Trichodesmiella multiloba ingår i släktet Trichodesmiella och familjen Chytodesmidae. Inga underarter finns listade i Catalogue of Life.